# Grand Prix Formule 1 van Italië 1965
De Grand Prix Formule 1 van Italië 1965 werd gehouden op 12 september op het Autodromo Nazionale Monza in Monza. Het was de achtste race van het seizoen.

## Uitslag
| Pos. | Nr. | Coureur            | Constructeur   | Rondes | Tijd / Oorzaak uitval | Grid | Punten |
| ---- | --- | ------------------ | -------------- | ------ | --------------------- | ---- | ------ |
| 1    | 32  | Jackie Stewart     | BRM            | 76     | 2:04:52.8             | 3    | 9      |
| 2    | 30  | Graham Hill        | BRM            | 76     | +3,3 s                | 4    | 6      |
| 3    | 12  | Dan Gurney         | Brabham-Climax | 76     | +16,5 s               | 9    | 4      |
| 4    | 4   | Lorenzo Bandini    | Ferrari        | 76     | +1:15.9               | 5    | 3      |
| 5    | 16  | Bruce McLaren      | Cooper-Climax  | 75     | +1 Ronde              | 11   | 2      |
| 6    | 40  | Richard Attwood    | Lotus-BRM      | 75     | +1 Ronde              | 13   | 1      |
| 7    | 42  | Jo Bonnier         | Brabham-Climax | 74     | +2 Rondes             | 14   |        |
| 8    | 18  | Jochen Rindt       | Cooper-Climax  | 74     | +2 Rondes             | 7    |        |
| 9    | 38  | Innes Ireland      | Lotus-BRM      | 74     | +2 Rondes             | 18   |        |
| 10   | 24  | Jim Clark          | Lotus-Climax   | 63     | Benzinepomp           | 1    |        |
| 11   | 26  | Mike Spence        | Lotus-Climax   | 62     | Alternator            | 8    |        |
| 12   | 6   | Nino Vaccarella    | Ferrari        | 58     | Motor                 | 15   |        |
| 13   | 50  | Roberto Bussinello | BRM            | 58     | Oliedruk              | 21   |        |
| 14   | 20  | Richie Ginther     | Honda          | 56     | Ontsteking            | 17   |        |
| DNF  | 14  | Denny Hulme        | Brabham-Climax | 46     | Ophanging             | 12   |        |
| DNF  | 46  | Frank Gardner      | Brabham-BRM    | 45     | Motor                 | 16   |        |
| DNF  | 44  | Jo Siffert         | Brabham-BRM    | 43     | Versnellingsbak       | 10   |        |
| DNF  | 28  | Geki               | Lotus-Climax   | 37     | Versnellingsbak       | 20   |        |
| DNF  | 8   | John Surtees       | Ferrari        | 34     | Koppeling             | 2    |        |
| DNF  | 22  | Ronnie Bucknum     | Honda          | 27     | Ontsteking            | 6    |        |
| DNF  | 48  | Masten Gregory     | BRM            | 22     | Versnellingsbak       | 23   |        |
| DNF  | 10  | Giancarlo Baghetti | Brabham-Climax | 12     | Motor                 | 19   |        |
| DNF  | 52  | Giorgio Bassi      | BRM            | 8      | Motor                 | 22   |        |

## Statistieken
| Pole-position | Jim Clark | Lotus-Climax | 1:35.9 |
| Snelste ronde | Jim Clark | Lotus-Climax | 1:36.4 |

## Noot
- Dit was het debuut van de Italiaanse coureur Giorgio Bassi.
- Vijfde podiumplaats en eerste Grand Prix-winst voor Jackie Stewart.

1921 · 1922 · 1923 · 1924 · 1925 · 1926 · 1927 · 1928 · 1931 · 1932 · 1933 · 1934 · 1935 · 1936 · 1937 · 1938 · 1947 · 1948 · 1949 · 1950 · 1951 · 1952 · 1953 · 1954 · 1955 · 1956 · 1957 · 1958 · 1959 · 1960 · 1961 · 1962 · 1963 · 1964 · 1965 · 1966 · 1967 · 1968 · 1969 · 1970 · 1971 · 1972 · 1973 · 1974 · 1975 · 1976 · 1977 · 1978 · 1979 · 1980 · 1981 · 1982 · 1983 · 1984 · 1985 · 1986 · 1987 · 1988 · 1989 · 1990 · 1991 · 1992 · 1993 · 1994 · 1995 · 1996 · 1997 · 1998 · 1999 · 2000 · 2001 · 2002 · 2003 · 2004 · 2005 · 2006 · 2007 · 2008 · 2009 · 2010 · 2011 · 2012 · 2013 · 2014 · 2015 · 2016 · 2017 · 2018 · 2019 · 2020 · 2021 · 2022 · 2023 · 2024 · 2025